# Agriotes tauricus
Agriotes tauricus là một loài bọ cánh cứng trong họ Elateridae. Loài này được Heyden miêu tả khoa học năm 1882.